# Šolta
Šolta (italijansko: Solta, latinsko: Olynta) je srednjedalmatinski otok in občina v Srednjem Jadranu. Leži zahodno od Brača, s katerim omejuje proti jugu usmerjena Splitska vrata. Na severu ga od celinske obale loči Splitski kanal. S celino otok povezuje trajekt na liniji Split-Rogač. Otok predstavlja celoto tudi v upravnem smislu - občino Šolta (s središčem v naselju Grohote) in je del Splitsko-dalmatinske županije.Koordinati:   43°23′30″N, 16°17′10″E

## Geografija
Šolta leži zahodno od Brača in ima površino 51,9 km², dolžina obale meri 79,45 km. Najvišji vrh Vela Straža leži pri naselju Gornje Selo in doseže višino 237 mnm.
V notranjosti zahodnega dela otoka se razprostira okoli 6 km dolgo in do 2 km široko kraško polje zasajeno z raznimi kulturami. Vzdolž zaliva Maslinica se nahaja sedem manjših otočkov. Glavno mesto otoka je naselje Grohote. Otok je  bogat s floro in favno. Na otoku živi preko 100 vrst raznih živali  (ptice, divje svinje, zajci itd.)
Klima je sredozemska s povprečno januarsko temperaturo 7,2 °C, povprečna julijska pa znaša 26,1 °C. Najmanj dežja pade v poletnih mesecih.
Apnenčasta obala je pretežno strma in kamnita, posebno še na južni strani otoka. Severozahodna obala je porasla z gostim grmovjem in izpostavljena severnim vetrovom, predvsem burji. Tu se nahajata največja zaliva na otoku Rogač in Nečujam. Jugozahodni del je pokrit z makijo in nizkim borovim gozdom, medtem ko je vzhodni del kamnit. Zalivi zahodne obale so pred vetrovi zaščiteni s skupino sedmih otokov. V zalivu Maslinica, ki je izpostavljena le severozahodnim vetrovom je naravno sidrišče in zaklonišče za jadrnice in manjše ladije.
Na otoku so tri trajektna pristanišča, ki ležijo v naseljih Rogač, Nečujam in Stomorska

## Prebivalstvo
Na otoku stalno živi 1700 prebivalcev (popis iz leta 2011) oziroma 2000 (popis 2021), kar je največje relativno povečanje (18 %) med vsemi hrvaškimi občinami v teh 10 letih.

## Naselja
Mesta in večja naselja na otoku so: Maslinica, Nečujam, Stomorska, Rogač, Grohote, Gornje Selo, Srednje Selo in Donje Selo.

## Zgodovina
Otok prvič omenja Pseudoskilakis v 4. pr. n. št. pod imenom Olyntha. Rimljani so ga imenovali Solenta, v splitskem statutu iz 14. stol. pa se omenja kot Solta.
Na otoku so na različnih lokacijah našli ostanke ilirskih naselij  in utrdb (Gradac, Vela Straža, Laze pri Grohotah, Zadoci, Brda), ter naselij iz rimske dobe (Rogač, Grohote, Nečujam, Bujne pri Donjem Selu, in Starine pri Gornjem Selu). V 7 stol., ko so Slovani in Avari porušili Solin, se je del prebivalcev Solina umaknil na Šolto. V srednjem veku so otok 1387 in 1418 napadli benečani. Srednjeveški spomeniki stojijo na grohotskem polju (cerkev sv. Mihovila), v Dolnjem Selu, Nečujmu, in Stomorici nad Stomorem (benedektinski samostan).